# Razines
Razines – miejscowość i gmina we Francji, w Regionie Centralnym, w departamencie Indre i Loara.
Według danych na 1990 rok, gminę zamieszkiwały 262 osoby, a gęstość zaludnienia wynosiła 18 osób/km² (wśród 1842 gmin Regionu Centralnego Razines plasuje się na 879. miejscu pod względem liczby ludności, natomiast pod względem powierzchni na miejscu 901.).